# Hydromantes genei
Espèce
Synonymes
- Salamandra genei Temminck & Schlegel, 1838
- Speleomantes genei (Temminck & Schlegel, 1838)
- Atylodes genei (Temminck & Schlegel, 1838)

Statut de conservation UICN

 VU B1ab(iii) : Vulnérable
Hydromantes genei, le Spélerpès de Gené, est une espèce d'urodèles de la famille des Plethodontidae.

## Description
Plus petit Spélerpès de Sardaigne, les deux sexes ne dépassent pas 110 mm en longueur. Il présente sur son dos des tâches jaunes. Son ventre est blanchâtre.

## Répartition

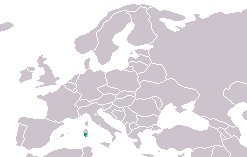

Cette espèce est endémique de la province de Cagliari en Sardaigne en Italie. Elle se rencontre de 8 à 650 m d'altitude.

## Publication originale
- Temminck & Schlegel, 1838 : Fauna Japonica sive Descriptio animalium, quae in itinere per Japonianum, jussu et auspiciis superiorum, qui summum in India Batava Imperium tenent, suscepto, annis 1823-1830 colleget, notis observationibus et adumbrationibus illustratis. Volume 3 (Chelonia, Ophidia, Sauria, Batrachia). Leiden, J. G. Lalau.